# Uriangato
Uriangato là một đô thị thuộc bang Guanajuato, México. Năm 2005, dân số của đô thị này là 53077 người.